# Afsluiting (topologie)
In de topologie wordt de afsluiting van een deelverzameling van een topologische ruimte gevormd door de deelverzameling uit te breiden met haar ophopingspunten. De afsluiting is daarmee de kleinste uitbreiding die gesloten is.

## Definitie
Zij {\displaystyle (X,{\mathcal {T}})} een topologische ruimte. De afsluiting (ook wel: sluiting) van een deelverzameling {\displaystyle D} van {\displaystyle X} is de kleinste gesloten verzameling van {\displaystyle X} die {\displaystyle D} omvat. Vaak wordt de afsluiting van een verzameling genoteerd door een horizontale streep boven de uitdrukking van de verzameling: {\displaystyle {\overline {D}}}
De afsluiting bestaat altijd, en kan uitgedrukt worden als de doorsnede van alle gesloten delen van {\displaystyle X} die {\displaystyle D} omvatten:
{\displaystyle {\overline {D}}=\bigcap _{X\setminus G\in {\mathcal {T}} \atop D\subset G}G}
Immers, er is altijd minstens een zo'n verzameling {\displaystyle G} (met name {\displaystyle X} zelf), en de doorsnede van een willekeurige familie gesloten verzamelingen is opnieuw gesloten.
Als de afsluiting van {\displaystyle D} de gehele verzameling {\displaystyle X} is, zegt men dat {\displaystyle D} dicht ligt in {\displaystyle X}.

### Afsluitingspunt
De punten in de afsluiting {\displaystyle {\overline {D}}} worden afsluitingspunten  van {\displaystyle D} genoemd.

## Gevolgen
De afsluiting is een gesloten verzameling.
Elke gesloten verzameling is haar eigen afsluiting.
Het complement van de afsluiting is het inwendige van het complement:
{\displaystyle X\setminus {\overline {D}}=(X\setminus D)^{\circ }}
Voor een afsluitingspunt {\displaystyle p} van {\displaystyle D} geldt, dat elke open verzameling van {\displaystyle X} die {\displaystyle p} bevat, een punt met {\displaystyle D} gemeen moet hebben:
{\displaystyle p\in {\overline {D}}\iff (\forall U\in {\mathcal {T}}:p\in U\implies U\cap D\neq \emptyset )}
In een metrische ruimte komt dit overeen met de limieten van rijen uit {\displaystyle D}:
{\displaystyle p\in {\overline {D}}\iff \exists p_{0},p_{1},\ldots ,p_{n},\ldots \in D:\lim _{n\to \infty }p_{n}=p}

## Voorbeelden
In de gewone topologie van de reële getallen zijn de gehele getallen hun eigen afsluiting. De afsluiting van de breuken (rationale getallen) is de verzameling der reële getallen zelf, want ieder reëel getal is een limiet van tiendelige breuken. De afsluiting van een open of halfopen interval is het overeenkomstige gesloten interval.
Zij {\displaystyle L^{\infty }} de ruimte der equivalentieklassen van essentieel begrensde meetbare reële functies met de topologische structuur van de supremumnorm (zie Lp-ruimte). De afsluiting van een verzameling functies bestaat uit de limieten van uniform convergente rijen functies uit die verzameling. Zo zijn bijvoorbeeld de continue begrensde functies een gesloten deelruimte, want een uniforme limiet van continue functies is continu.

## Abstracte afsluitingsoperator
Stel dat we op de verzameling {\displaystyle X} nog geen topologische structuur gedefinieerd hebben, maar dat er een bewerking "afsluiting" bestaat die met iedere deelverzameling {\displaystyle D} van {\displaystyle X} een deelverzameling van {\displaystyle X} associeert, die we {\displaystyle {\overline {D}}} noteren, en die voldoet aan de volgende eigenschappen:
1. de afsluiting van de afsluiting is de afsluiting: {\displaystyle \forall D\subset X:{\overline {\overline {D}}}={\overline {D}}}
2. de afsluiting omvat de verzameling: {\displaystyle \forall D\subset X:D\subset {\overline {D}}}
3. de afsluiting van een vereniging van twee verzamelingen is de vereniging van hun afsluitingen: {\displaystyle \forall A,B\subset X:{\overline {A\cup B}}={\overline {A}}\cup {\overline {B}}}
4. de lege verzameling is haar eigen afsluiting: {\displaystyle {\overline {\emptyset }}=\emptyset }

Enerzijds voldoet de gewone topologische afsluiting aan bovenstaande vier eisen. Anderzijds is niet zo moeilijk aan te tonen dat een dergelijke "abstracte afsluiting" steeds de afsluiting is voor een of andere topologie {\displaystyle {\mathcal {T}}} op {\displaystyle X}: noem namelijk een verzameling 'open' als haar complement zijn eigen afsluiting is, en verifieer dat aan de axioma's van een topologische ruimte voldaan wordt.